# Улица Гиляровского
У́лица Гиляро́вского — улица в центре Москвы в Мещанском районе Центрального административного округа между Малой Сухаревской и Рижской площадями.

## Происхождение названия
Современное название улица получила в 1966 году в память о писателе быта Москвы В. А. Гиляровском (1855—1935), «короле московских репортёров», который непродолжительное время жил на этой улице в доме № 24. Его первая книга «Трущобные люди» была сожжена. В 1926 году вышло 1-е издание широко известной книги «Москва и москвичи». Прежнее название — 2-я Мещанская улица, одна из 4 бывших Мещанских улиц, из которых осталась лишь 4-я (ныне Мещанская улица). Все они назывались по Мещанской слободе.

## История

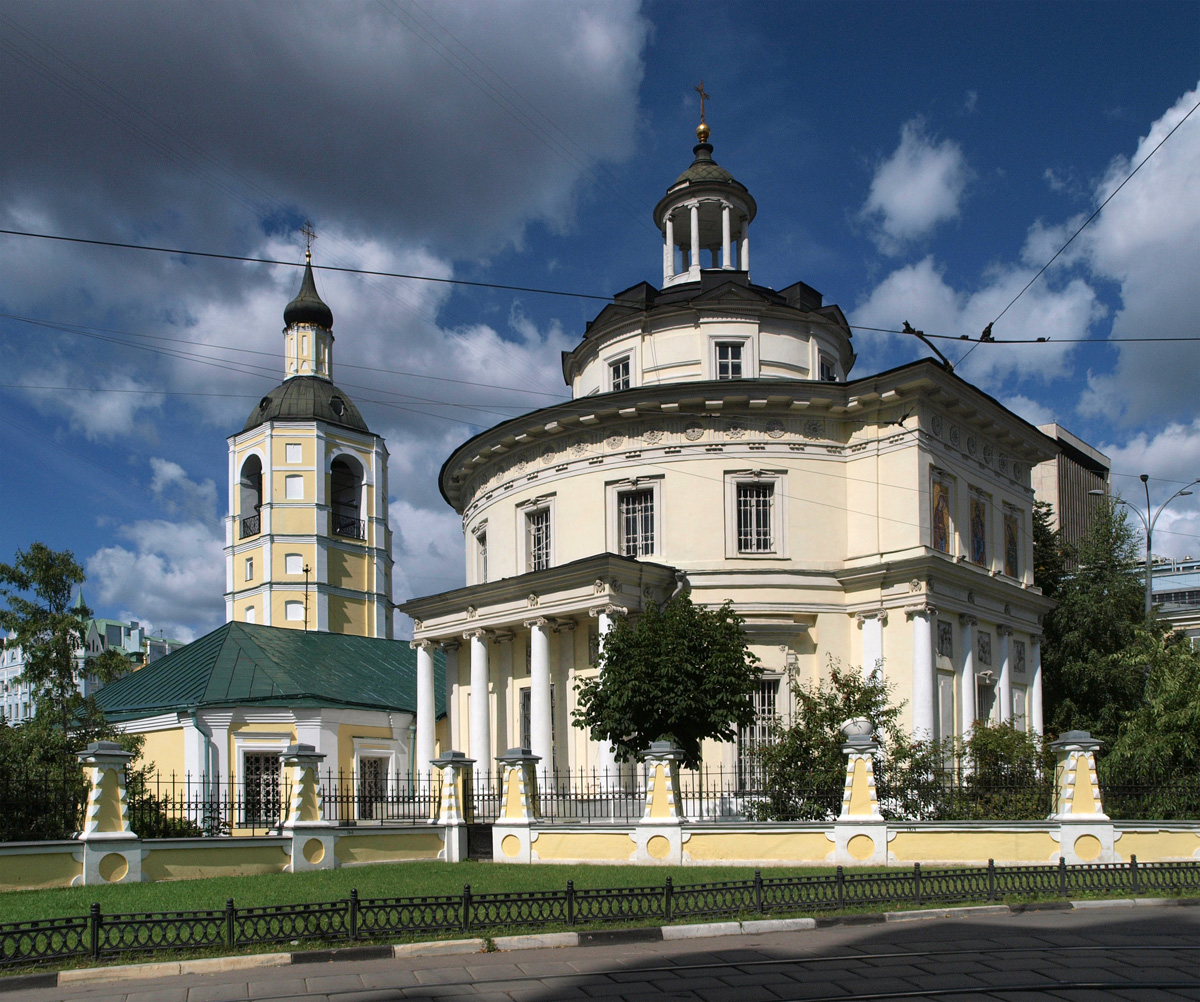
Храм святителя Филиппа митрополита Московского в Мещанской слободе и Сибирское подворье (№ 35).

В 1884 году Гиляровский женился на М. И. Мурзиной и поселился в доме де Ледвез на 2-й Мещанской улице, дом 24, потом жил в Хлыновском тупике, а с 1886 года до конца жизни — в доме Титова в Столешниковом переулке, дом 9.

## Расположение
Улица Гиляровского начинается от Малой Сухаревской площади Садового кольца и проходит на север параллельно проспекту Мира до Третьего транспортного кольца, которое в этом месте совпадает с историческим Камер-Коллежским валом. Пересекает улицу Дурова, Капельский переулок, Больничный переулок, Банный проезд (слева), Напрудный переулок (слева) и Трифоновскую улицу. Заканчивается на Рижской площади у Рижской эстакады Сущёвского Вала.

## Учреждения и организации
По нечётной стороне:

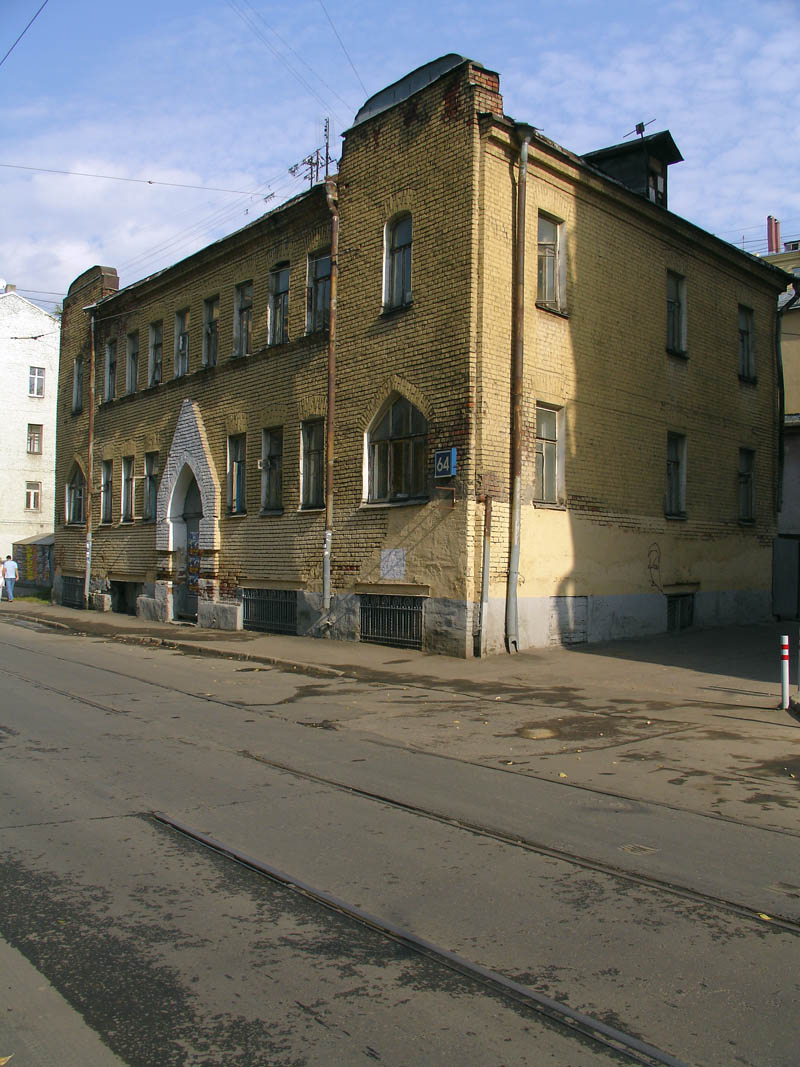
№ 64 (снесён)

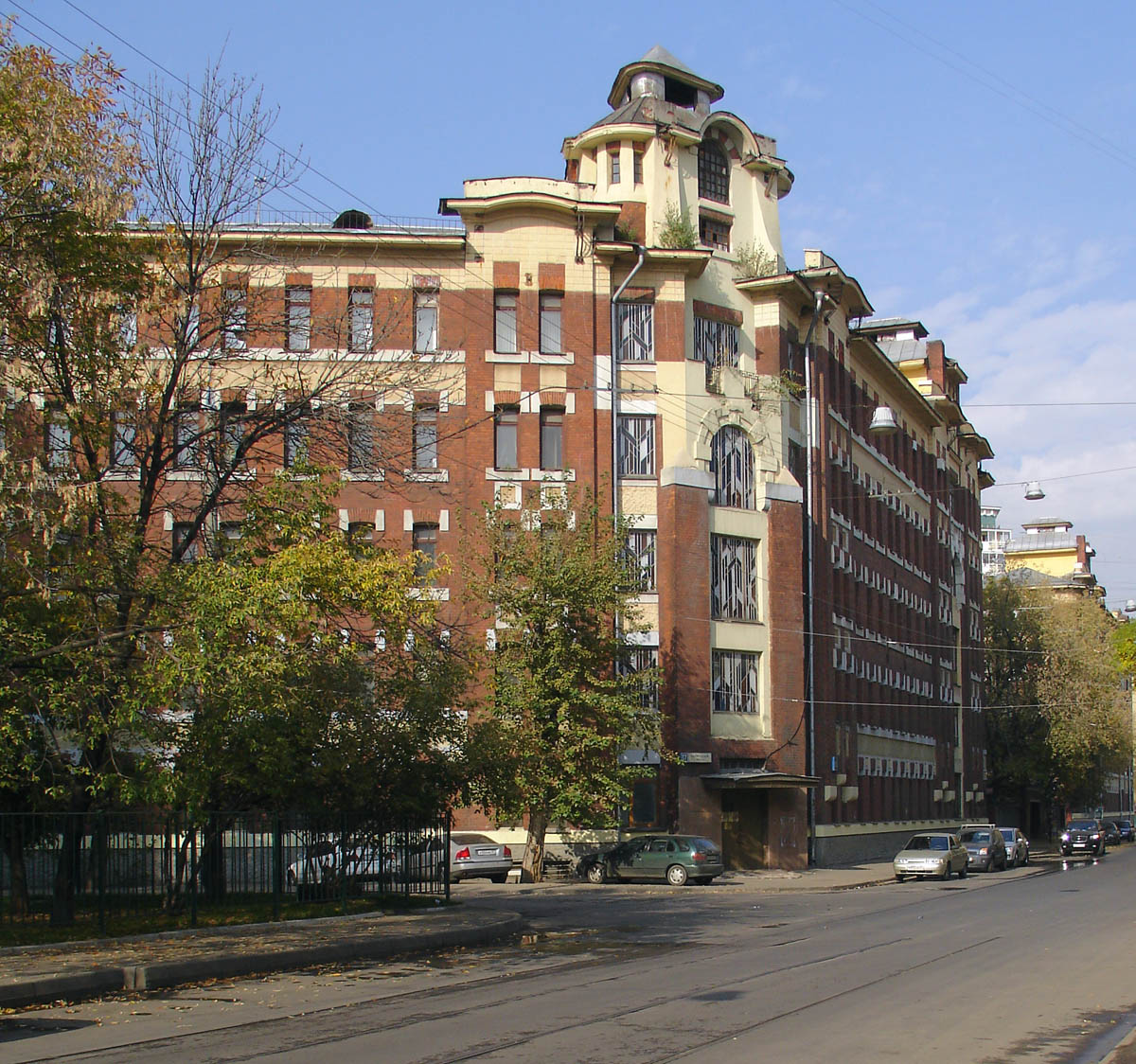
Городской дом дешёвых квартир для одиноких имени Г. Г. Солодовникова (1908, арх. Т. Я. Бардт, М. М. Перетяткович (№ 65)

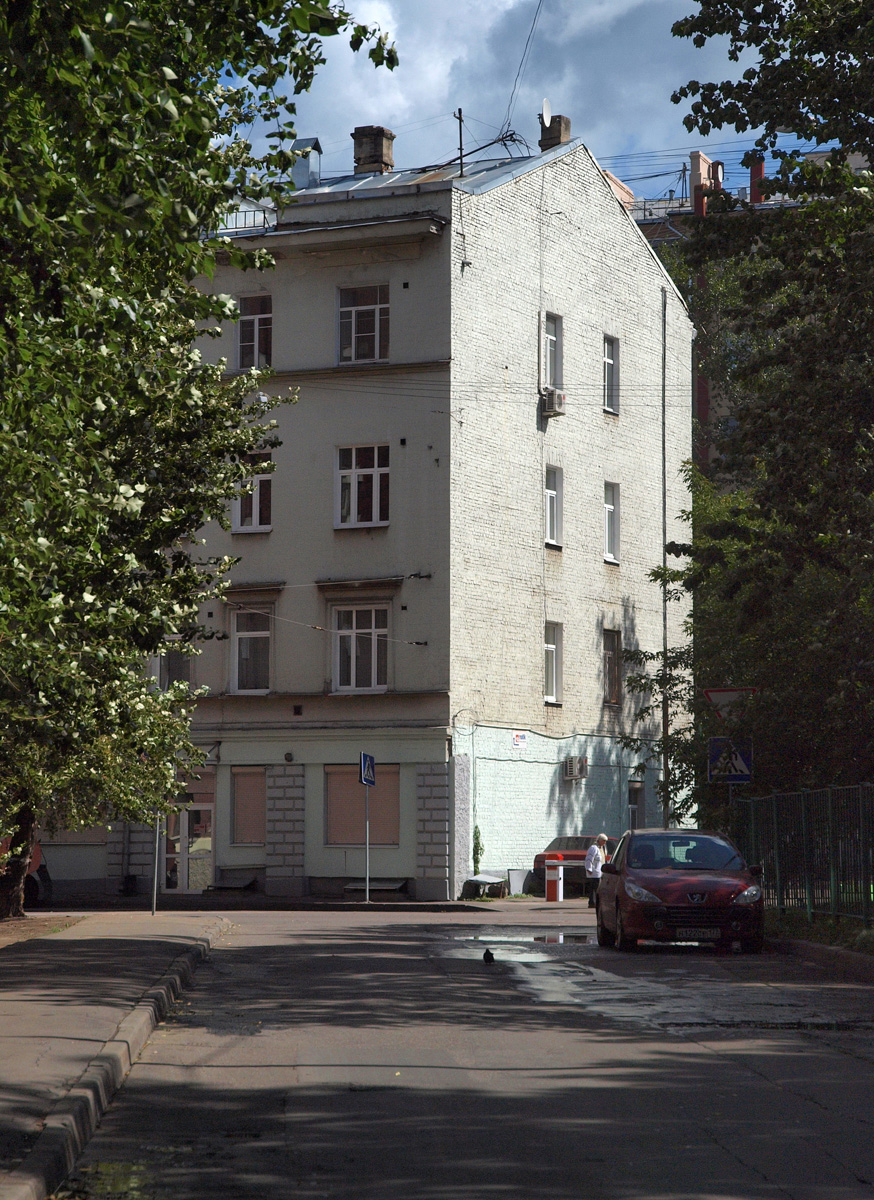
Дом № 68

- № 1 — Доходный дом (1912, архитектор Г. А. Гельрих)
- № 31, корпус 2 — Верховный суд РФ, судебный департамент;
- № 31, корпус 1 — издательский дом «Энергия»;
- № 31, строение 1 — Министерство промышленности и энергетики Российской Федерации, Государственный межрегиональный центр энергосбережения;
- № 35 — Церковь Филиппа Митрополита в Мещанской слободе и Сибирское подворье;
- № 37, корпус 1 — 2-е здание Управления Московского метрополитена (1-е здание расположено по адресу Проспект Мира 41, строение 2);
- № 39 — издательство «Энигма»;
- № 51, строение 1 — Доходный дом (1907, архитектор П. П. Крюков), сейчас — торговое представительство Португалии;
- № 53 — многофункциональный комплекс с жилыми апартаментами (2006, архитекторы А. Воронцов, Т. Квасова, Т. Каминова, Г. Орлов)[2]
- № 57 — Дом дешёвых квартир имени Г. Г. Солодовникова для семейных (1907, арх. И. И. Рерберг), в настоящее время — Центральный союз потребительских обществ Российской Федерации (Центросоюз РФ);
- № 65 — Дом дешёвых квартир имени Г. Г. Солодовникова для одиноких (1908, арх. М. М. Перетятковича, инж. Т.Я.Бардт), в настоящее время — Научно-исследовательский институт природных, синтетических алмазов и инструмента (ВНИИАЛМАЗ)

По чётной стороне:

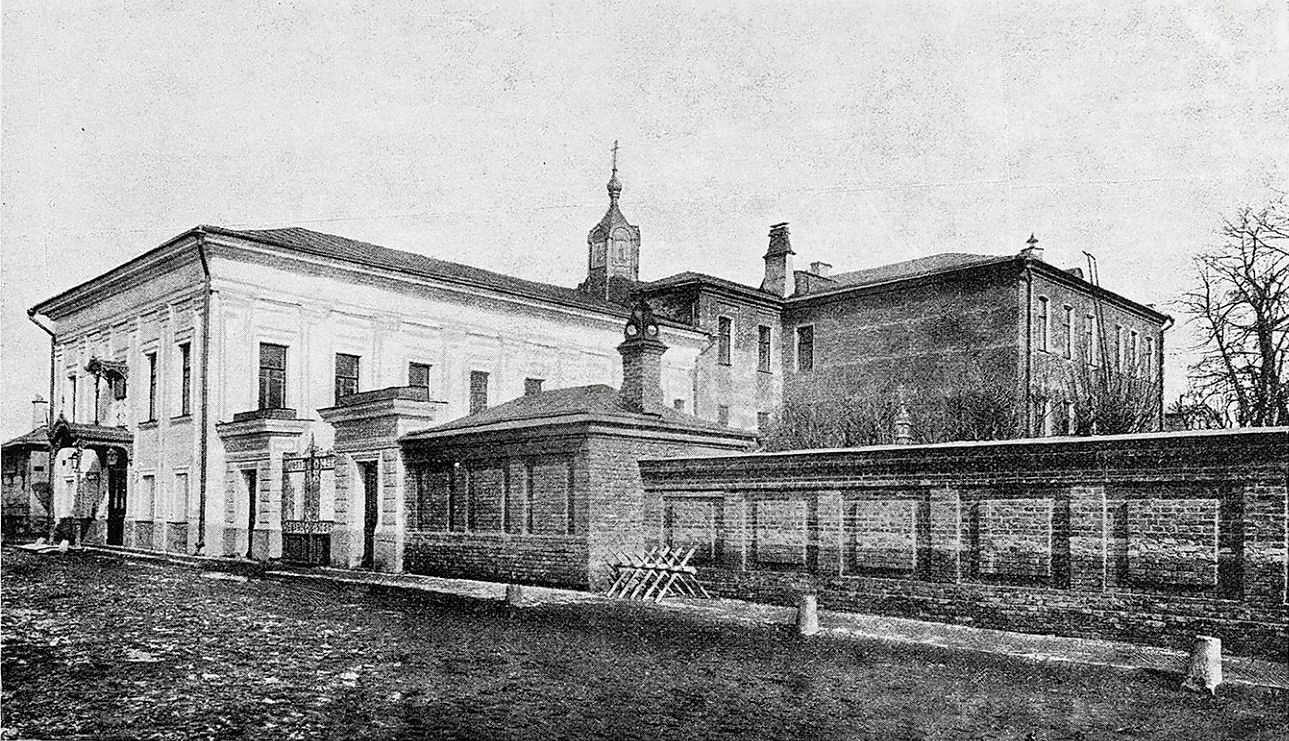
Дом Московского Общества призрения, воспитания и обучения слепых детей. 2-я Мещанская, 6

- № 2-4, 2/5, стр. 5 — Строящийся Многофункциональный комплекс, в котором, в том числе разместится Московский театр Олега Табакова[5]
- № 6 — компания «Инновационные страховые решения» (IID). Дом построен в 1880-х гг. для Московского Общества Призрения, Воспитания и Обучения Слепых Детей;
- № 8 — посольство Мозамбика;
- № 10, строение 1 — издательский дом «Венето»;
- № 12 — Жилой дом. В последние годы жизни здесь жил актёр Юрий Богатырёв[6].
- № 16, строение 2 — Суды районные: Мещанский (Красносельский, Мещанский), мировой судья судебных участков № 383, 384 района Мещанский;
- № 20 — Доходный дом Е. Д. Ломакиной (1909, арх. В. С. Масленников)
- № 24 — Жилой дом. Здесь жил архитектор С. А. Власьев и писатель В. А. Гиляровский[1]
- № 64 — жилой дом постройки начала XX века[7], стоявший на этом участке, был снесён в 2009 году; сейчас на его месте пустырь.

## Движение и общественный транспорт
По улице Гиляровского движение автотранспорта одностороннее на двух участках: от Рижской площади до пересечения с Трифоновской улицей и от пересечения с улицей Дурова до Садового кольца.
От улицы Дурова до станции метро «Проспект Мира» по улице проходят трамвайные маршруты № 7 и 50. До 1995 года на этом участке проходили маршруты № 9, 19, а № 7 ходил по другой части улицы Гиляровского — от станции метро «Проспект Мира» до Рижского вокзала. Ныне эта линия частично разобрана, обрываясь на пересечении с Напрудным переулком. Однако в планах мэрии предусмотрен план по восстановлению трамвайного движения по улице Гиляровского к 2026 году.